# Catara rugosicollis
Catara rugosicollis es una especie de cucaracha del género Catara, familia Blattidae, orden Blattodea.

## Distribución
Se distribuye por Asia: Malasia (estado de Malaca) e Indonesia (Sumatra, islas de Java y Borneo).

## Taxonomía
Fue descrita por Brunner von Wattenwyl en 1865 y publicada en Brunner von Wattenwyl. 1865. Nouveau Système des Blattaires., G. Braumüller, Vienna 426 pp. 13 pls.